# Ezüst-szulfid
Az ezüst-szulfid szervetlen vegyület, képlete Ag2S. Az ezüst-szulfidban az atomok kovalens kötéssel kapcsolódnak egymáshoz. Az ezüst elektronegativitása 1,98, a kéné 2,58.

## Szerkezete
Három polimorf módosulata ismert: 179 °C alatt a monoklin akantit, 179–586 °C között az argentit, 586 °C fölött köbös lapcentrált formája stabil.

## Fordítás
Ez a szócikk részben vagy egészben  a   Silver sulfide című angol Wikipédia-szócikk ezen változatának fordításán alapul.  Az eredeti cikk szerkesztőit annak laptörténete sorolja fel. Ez a jelzés csupán a megfogalmazás eredetét és a szerzői jogokat jelzi, nem szolgál a cikkben szereplő információk forrásmegjelöléseként.